# Haltepunkt Marl Mitte
Der Haltepunkt Marl Mitte ist der zentrale und wichtigste SPNV-Halt in Marl, der zweitgrößten Stadt im Kreis Recklinghausen, in Nordrhein-Westfalen. Er liegt direkt im Zentrum von Marl an der Bahnstrecke Gelsenkirchen-Buer Nord–Marl Lippe. Daneben verfügt Marl noch über die beiden Stationen Marl-Hamm an derselben Strecke und Marl-Sinsen. Letztgenannter liegt an der Fernverkehrsstrecke Essen – Wanne-Eickel – Münster – Hamburg, in die die Bahnstrecke Gelsenkirchen-Buer Nord – Lippe im benachbarten Haltern einmündet.
In Verbindung mit dem unmittelbar angrenzenden Busbahnhof Marl-Mitte bildet der Haltepunkt den zentralen Verkehrsknoten für den ÖPNV in Marl.

## Geschichte
Nachdem die Bahnstrecke zwischen den Bahnhöfen Haltern und Gelsenkirchen-Buer Nord 1968 eröffnet worden war, erhielt die Stadt Marl zunächst keinen Haltepunkt oder Bahnhof, auch wenn der entsprechende Platz bereits baulich berücksichtigt worden war. Erst im Zuge der Fertigstellung des neuen Einkaufszentrums Marler Stern als Teil des neu angelegten Stadtzentrums der aus mehreren Dörfern zusammengewachsenen Stadt Marl wurde die Station Marl Mitte nachträglich erbaut und am 24. Oktober 1974 für den Personenverkehr in Betrieb genommen. Ab dem 23. Mai 1982 bediente ihn die im Taktverkehr bediente Nahverkehrszuglinie N9 (Haltern – Wuppertal), die zum 24. Mai 1998 in S9 umbenannt wurde. Zwischen 1998 und 2003 verkehrte die Linie S9 nur zwischen Haltern und Essen und wurde dann nach Elektrifizierung der Bahnstrecke Wuppertal-Vohwinkel–Essen-Überruhr wieder nach Wuppertal verlängert.

## Lage und Aufbau

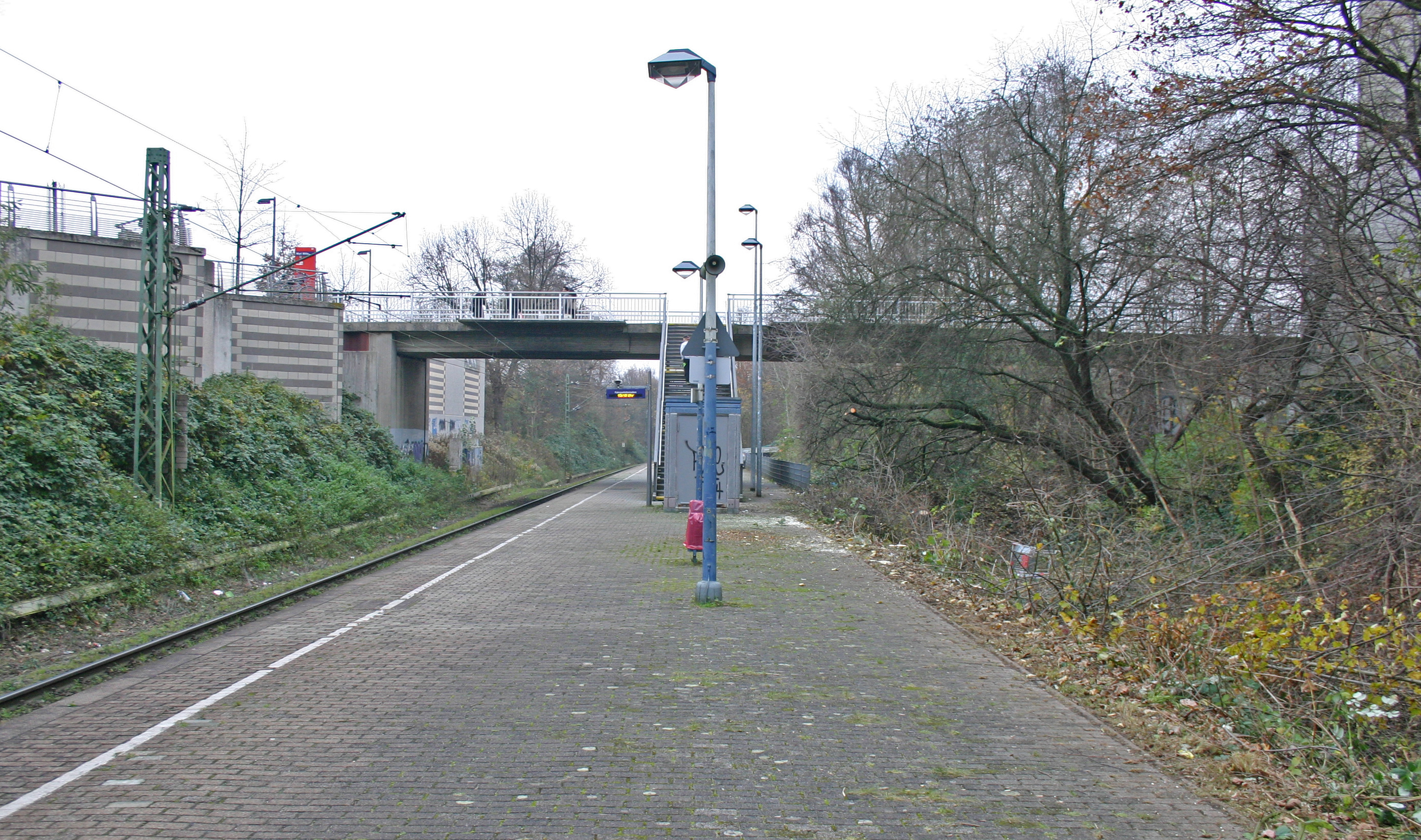
Bahnsteig mit Treppe zur Fußgängerbrücke

Der Haltepunkt Marl Mitte liegt direkt im Zentrum von Marl an der eingleisigen Bahnstrecke Gelsenkirchen-Buer Nord–Marl Lippe. Er verfügt über einen Bahnsteig, der über eine Treppe und seit 2020 mittels Aufzug von einer die Strecke überquerenden Fußgängerbrücke erreicht werden kann. Der Bahnsteig ist überbreit und mit Bodenleitsystemen ausgestattet, so dass der Haltepunkt Marl Mitte barrierefrei ist. Baulich wurde, wie bei der gesamten Strecke, Platz für die Anlage eines zweiten Gleises berücksichtigt.

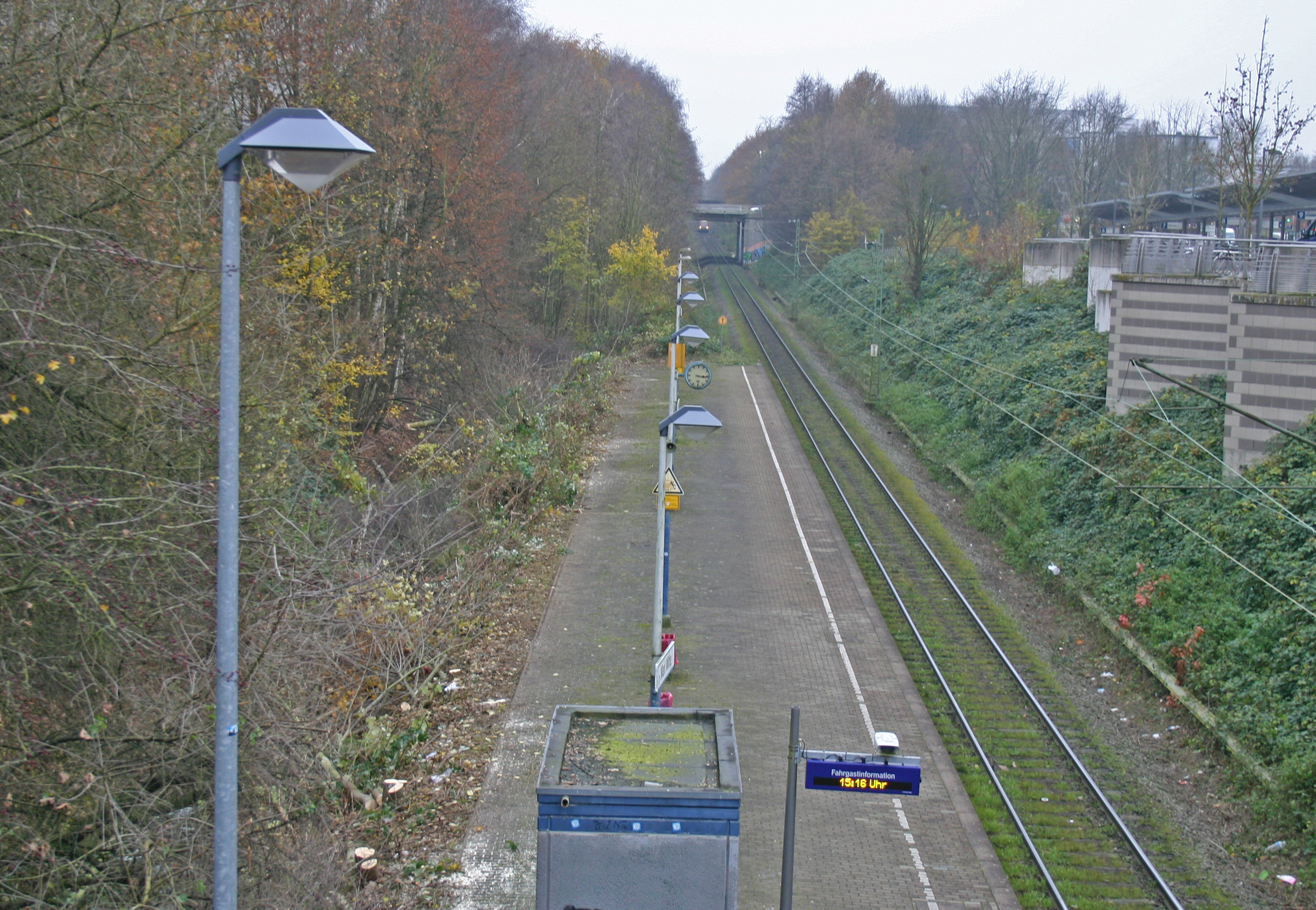
Blick von der Fußgängerbrücke auf den Bahnsteig. Rechts oben ist im Bild das Plateau mit dem gleichnamigen Busbahnhof zu sehen.

Westlich des Bahnhofs Marl Mitte befinden sich in direkter Nachbarschaft der gleichnamige Zentrale Omnibusbahnhof und das große Einkaufszentrum Marler Stern, in dem auch die Zentralbibliothek untergebracht ist. Busbahnhof und das Einkaufszentrum Marler Stern liegen auf einem Plateau höher als der Bahnhof. In östlicher Nachbarschaft befindet sich die Plattenbausiedlung Merkurstraße. Haltepunkt, Busbahnhof, Einkaufszentrum und Siedlung Merkurstraße sind durch die bereits erwähnte Fußgängerbrücke miteinander verbunden.

## Bedienung

### Schienenverkehr
Marl Mitte wird stündlich von der Linie S9 der S-Bahn Rhein-Ruhr bedient. Sie verbindet Marl mit dem Bahnhof Haltern am See an der Hauptstrecke Wanne-Eickel–Münster, wo Anschluss an den Regionalverkehr nach Münster besteht. In Gegenrichtung verkehrt die S9 in Richtung Gelsenkirchen-Buer, Gladbeck, Bottrop und dem Oberzentrum Essen. Der dortige Hauptbahnhof ist ein bedeutender Knotenpunkt für den Regional- und Fernverkehr. Endstation ist in Wuppertal am Hauptbahnhof.
| Linie | Verlauf | Takt   | Betreiber |
| ----- | --- | ------ | --------- |
| S 9   | Haltern am See – Marl-Hamm – Marl Mitte – GE-Hassel – GE-Buer Nord – Gladbeck West – Bottrop-Boy – Bottrop Hbf – E-Dellwig Ost – E-Gerschede – E-Borbeck – E-Borbeck Süd – Essen West – Essen Hbf – E-Steele – E-Überruhr – E-Holthausen – E-Kupferdreh – Velbert-Nierenhof – Velbert-Langenberg – Velbert-Neviges – Velbert-Rosenhügel – Wülfrath-Aprath – W-Vohwinkel – W-Sonnborn – W-Zoologischer Garten – W-Steinbeck – Wuppertal Hbf Stand: Fahrplanwechsel Dezember 2023 | 60 min | DB Regio  |

### Busverkehr
In direkter Nachbarschaft zum Haltepunkt Marl Mitte liegt auf einem Plateau der gleichnamige Busbahnhof. Er ist der zentrale Knotenpunkt von Marl und wird von allen Buslinien in Marl bedient. Er ist Halt dreier Schnellbuslinien, die Marl mit der Kreisstadt Recklinghausen samt Hauptbahnhof, sowie Herten und den beiden Eisenbahnknotenpunkten Dorsten und Wanne-Eickel verbinden. Die übrigen Stadtbuslinien erschließen Marl und seine Stadtteile. Der Busverkehr wird bis auf wenige Ausnahmen von den Vestischen Straßenbahnen betrieben.
| Linie | Verlauf | Takt (Mo–Fr)                                                                           | Betreiber |
| ----- | --- | -------------------------------------------------------------------------------------- | --------- |
| SB25  | Recklinghausen Hbf – Lohtor – Westviertel – Marl-Steinernkreuz – Marl Mitte – Alt-Marl Riegestr. – Feldmark – Dorsten Willy-Brandt-Ring – Dorsten ZOB | 15 min                                                                                 | Vestische |
| SB26  | Dorsten ZOB – Frühförderstelle – Hervest Gewerbegebiet Wenge West – Alt-Wulfen – Barkenberg – Brassert – Marl Mitte | 30 min                                                                                 | Vestische |
| SB27  | Marl Mitte – Friedhof Alt-Marl – Herten-Langenbochum – Paschenberg – Über den Knöchel (Herten , 150 m) – Herten Mitte (Herten , 500 m) – Herten Rathaus (Herten , 300 m) – Herten-Süd – Bergbau Ewald 1/2 – Hertener Mark Tennisplatz – Wanne Waldfriedhof (– Hertener Mark Hohewardstraße) (einzelne Fahrten im Berufsverkehr) – Mondpalast – Wanne-Eickel Hbf | 30 min                                                                                 | Vestische |
| 200   | Marl Mitte – Brassert – Metro Logistics | einzelne Fahrten                                                                       | Vestische |
| 219   | Recklinghausen Hbf – Lohtor – Westviertel – Marl-Steinernkreuz – Marl-Drewer Süd – Marl Mitte | 60 min                                                                                 | Vestische |
| 220   | Recklinghausen Hbf – Nordviertel – Speckhorn – Marl-Sinsen – Sinsen Bf – Lenkerbeck – Hüls – Drewer – Marl Mitte | 30 min                                                                                 | Vestische |
| 221   | Riegestr. – Alt-Marl – Marl Mitte | 60 min                                                                                 | Vestische |
| 222   | Marl-Sinsen – Sinsen Bf – Lenkerbeck – Hüls – Drewer – Marl Mitte – Alt-Marl – Polsum Ehrenmal – Gelsenkirchen-Hassel – Gelsenkirchen-Buer Nord Bf – Gelsenkirchen-Buer Rathaus | 30 min                                                                                 | Vestische |
| 223   | Recklinghausen Hbf – Nordviertel – Marl-Löntrop – Lenkerbeck Feuerwehrhaus – Hüls-Süd – Drewer – Chemiepark Marl – Marl Mitte | 30 min                                                                                 | Vestische |
| 225   | Marl Mitte – Drewer Süd – Hüls − Marl-Hamm – Hamm Bf – Hamm Waldsiedlung (– Sickingmühle) abends als Taxibus bis Sickingmühle | 30 min                                                                                 | Vestische |
| 226   | Marl Mitte – Drewer – Hüls – Lenkerbeck – Sinsen Bf – Sinsen – Oer-Mitte – Oer-Erkenschwick Berliner Platz | 60 min                                                                                 | Vestische |
| 227   | Dorsten-Hervest Dorfstr. – Alt-Marl Riegestr. – Brassert – Marl Mitte – Drewer − Hüls – Marl-Hamm – Marl-Sickingmühle – Hamm-Bossendorf – Haltern am See Kärntner Platz – Haltern am See Bf | 60 min (Dorsten–Alt-Marl) 30 min (Alt-Marl–Sickingmühle) 60 min (Sickingmühle–Haltern) | Vestische |
| TB229 | Taxibus: Marl Mitte – Prosperstr. – Alt-Brassert – Blumensiedlung | 60 min                                                                                 | Vestische |
| NE3   | Recklinghausen Hbf – Lohtor – Westviertel – Marl-Steinernkreuz – Marl Mitte – Alt-Marl Riegestr. – Feldmark – Dorsten Willy-Brandt-Ring – Dorsten ZOB NachtExpress: In den Nächten von Freitag auf Samstag, Samstag auf Sonntag und vor Feiertagen | 60 min                                                                                 | Vestische |
| NE6   | Marl Mitte – Drewer – Hüls – Lenkerbeck – Sinsen Bf – Sinsen NachtExpress: In den Nächten von Freitag auf Samstag, Samstag auf Sonntag und vor Feiertagen | 60 min                                                                                 | Vestische |